# Нафіс
Нафіс (перс. نفيس) — село в Ірані, у дегестані Ґолегзан, у Центральному бахші, шагрестані Хомейн остану Марказі. За даними перепису 2006 року, його населення становило 73 особи, що проживали у складі 26 сімей.

## Клімат
Середня річна температура становить 15,25 °C, середня максимальна – 34,72 °C, а середня мінімальна – -8,24 °C. Середня річна кількість опадів – 202 мм.
| Клімат поселення                              | Клімат поселення | Клімат поселення | Клімат поселення | Клімат поселення | Клімат поселення | Клімат поселення | Клімат поселення | Клімат поселення | Клімат поселення | Клімат поселення | Клімат поселення | Клімат поселення | Клімат поселення |
| Показник                                      | Січ.             | Лют.             | Бер.             | Квіт.            | Трав.            | Черв.            | Лип.             | Серп.            | Вер.             | Жовт.            | Лист.            | Груд.            |                  |
| Середній максимум, °C                         | 10,24            | 13,06            | 18,41            | 24,20            | 29,00            | 33,46            | 34,72            | 34,00            | 29,70            | 23,39            | 16,97            | 10,61            |                  |
| Середня температура, °C                       | 1,00             | 3,83             | 9,17             | 14,98            | 19,76            | 24,24            | 28,15            | 27,44            | 23,14            | 16,83            | 10,41            | 4,04             |                  |
| Середній мінімум, °C                          | −8,24            | −5,41            | −0,07            | 5,74             | 10,52            | 14,99            | 21,58            | 20,87            | 16,59            | 10,26            | 3,84             | −2,53            |                  |
| Норма опадів, мм                              | 36               | 33               | 36               | 23               | 14               | 1                | 1                | 1                | 1                | 7                | 20               | 29               |                  |
| Середньомісячна швидкість вітру, м/с          | 1.62             | 2.11             | 2.82             | 3.05             | 2.88             | 2.62             | 2.64             | 2.41             | 2.24             | 2.11             | 1.91             | 1.58             |                  |
| Середньомісячна сонячна радіація, кДж/м²·день | 9771             | 13076            | 15557            | 18820            | 22618            | 26579            | 25677            | 24368            | 21393            | 16121            | 11462            | 9406             |                  |
| --------------------------------------------- | ---------------- | ---------------- | ---------------- | ---------------- | ---------------- | ---------------- | ---------------- | ---------------- | ---------------- | ---------------- | ---------------- | ---------------- | ---------------- |
| Джерело:                                      |                  |                  |                  |                  |                  |                  |                  |                  |                  |                  |                  |                  |                  |